# Oktiabrski (Kavkázskaya, Krasnodar)
Oktiabrski (del ruso: Октябрьский) es un posiólok del raión de Kavkázskaya del krai de Krasnodar, en el sur de Rusia. Está situado en la orilla derecha del río Beisug, 11 km al noroeste de Kropotkin y 120 km al nordeste de Krasnodar, la capital del krai. Tenía 62 habitantes en 2010.
Pertenece al municipio Mirskoye.